# Чорний Кут
Чорний Кут — село Старомаяківської сільської громади Березівському районі Одеської області в Україні. Населення становить 248 осіб.
18 січня 1983 р. села Червоний Кут і Січневе (Іванівка) Червонокутської сільради об'єднані в одне село Червоний Кут.
У 1993 році село Січневе було відокремлене (відновлене).
До 2016 року носило назву Червоний Кут. 19 травня 2016 року у відповідності до вимог Закону України «Про засудження комуністичного та націонал-соціалістичного (нацистського) тоталітарних режимів в Україні та заборону пропаганди їхньої символіки» перейменоване на Чорний Кут.

## Населення
Згідно з переписом УРСР 1989 року чисельність наявного населення села становила 547 осіб, з яких 235 чоловіків та 312 жінок.
За переписом населення України 2001 року в селі мешкали 244 особи.

### Мова
Розподіл населення за рідною мовою за даними перепису 2001 року:
| Мова       | Відсоток |
| ---------- | -------- |
| українська | 79,44 %  |
| російська  | 10,48 %  |
| молдовська | 8,47 %   |
| болгарська | 0,81 %   |
| білоруська | 0,40 %   |
| вірменська | 0,40 %   |